# (5722) Johnscherrer
(5722) Johnscherrer es un asteroide perteneciente al cinturón de asteroides descubierto el 2 de mayo de 1986 por International Near-Earth Asteroid Survey desde el Observatorio del Monte Palomar, Estados Unidos.

## Designación y nombre
Designado provisionalmente como 1986 JS. Fue nombrado Johnscherrer en homenaje a John Randell Scherrer, que ayudó a impulsar la exploración de los planetas a través de su papel como gerente de proyectos de la suite de imágenes y sensores remotos espectroscópicos en la misión New Horizons Pluto Kuiper Belt de la NASA. También ejerció como subgerente de carga útil para New Horizons.

## Características orbitales
Johnscherrer está situado a una distancia media del Sol de 2,219 ua, pudiendo alejarse hasta 2,562 ua y acercarse hasta 1,876 ua. Su excentricidad es 0,154 y la inclinación orbital 6,391 grados. Emplea 1207,75 días en completar una órbita alrededor del Sol.

## Características físicas
La magnitud absoluta de Johnscherrer es 13,9. Tiene 4,04 km de diámetro y su albedo se estima en 0,358. 